# Berlin Charlottenburg station
Berlin Charlottenburg är en järnvägsstation i stadsdelen Charlottenburg, Berlin. Stationen trafikeras av Berlins pendeltåg (S-bahn) och av regionaltåg. I anslutning till stationen finns en tunnelbanestation Wilmersdorfer Strasse på linje U7. Berlin Charlottenburg station och Wilmersdorfer Strasse tunnelbanestation är tillsammans en större knutpunkt för pendeltåg och tunnelbana. Wilmersdorfer Strasse är även en av Berlins större affärsgator samt en gågata.

## Historia
Berlin Charlottenburg station öppnade som den västra slutstationen på centrala järnvägslinjen Berlins stadsbana år 1882. Den gamla stationen blev skadas i andra världskriget men reparerad efter kriget. När närliggande Wilmersdorfer Strasse blev gågata så revs stationshallen och byggdes om. Den nya stationen öppnade 1971. 1978 öppnade tunnelbanas station som ligger under järnvägsstationen.

## Bilder

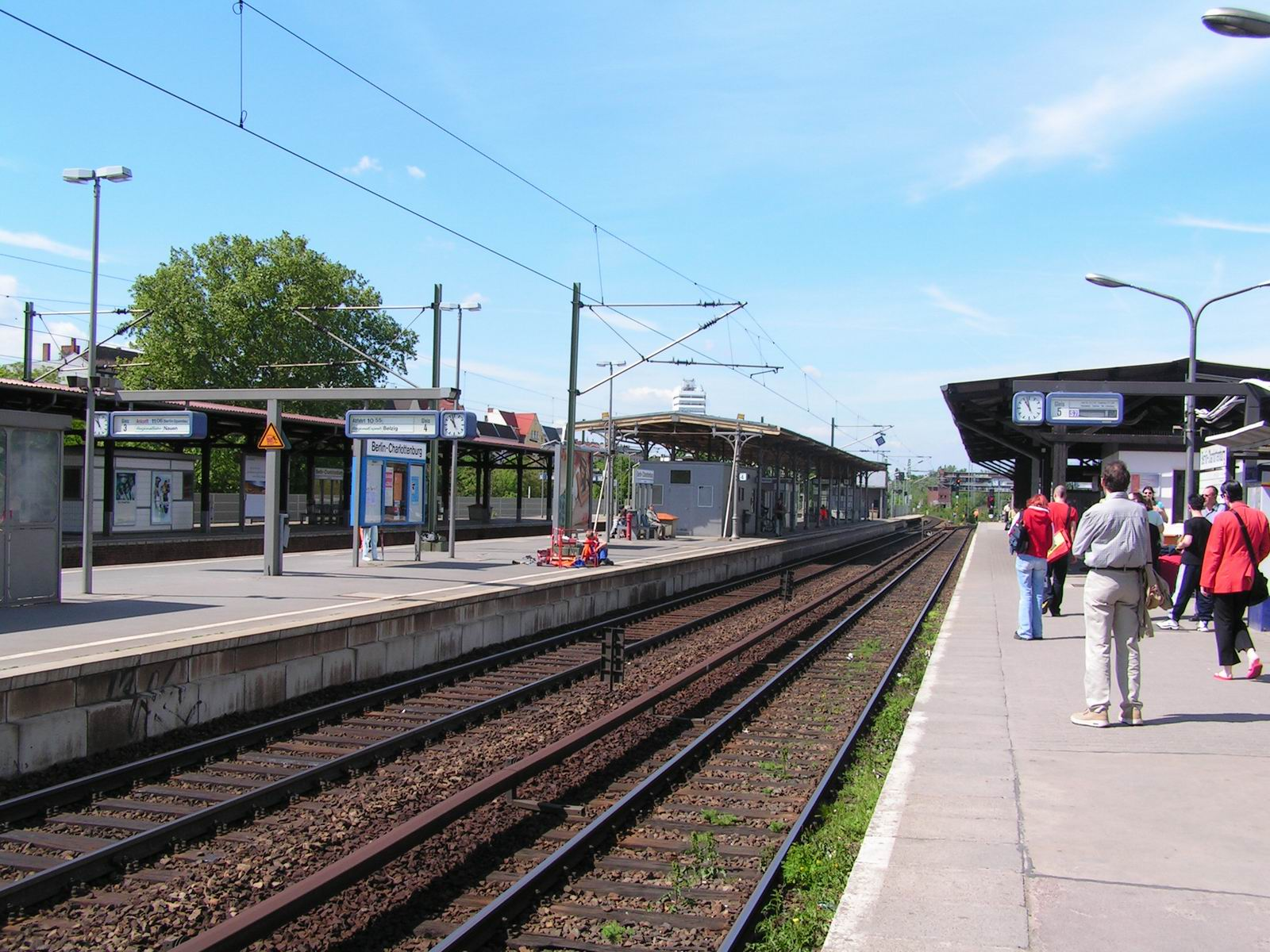
Charlottenburg spår
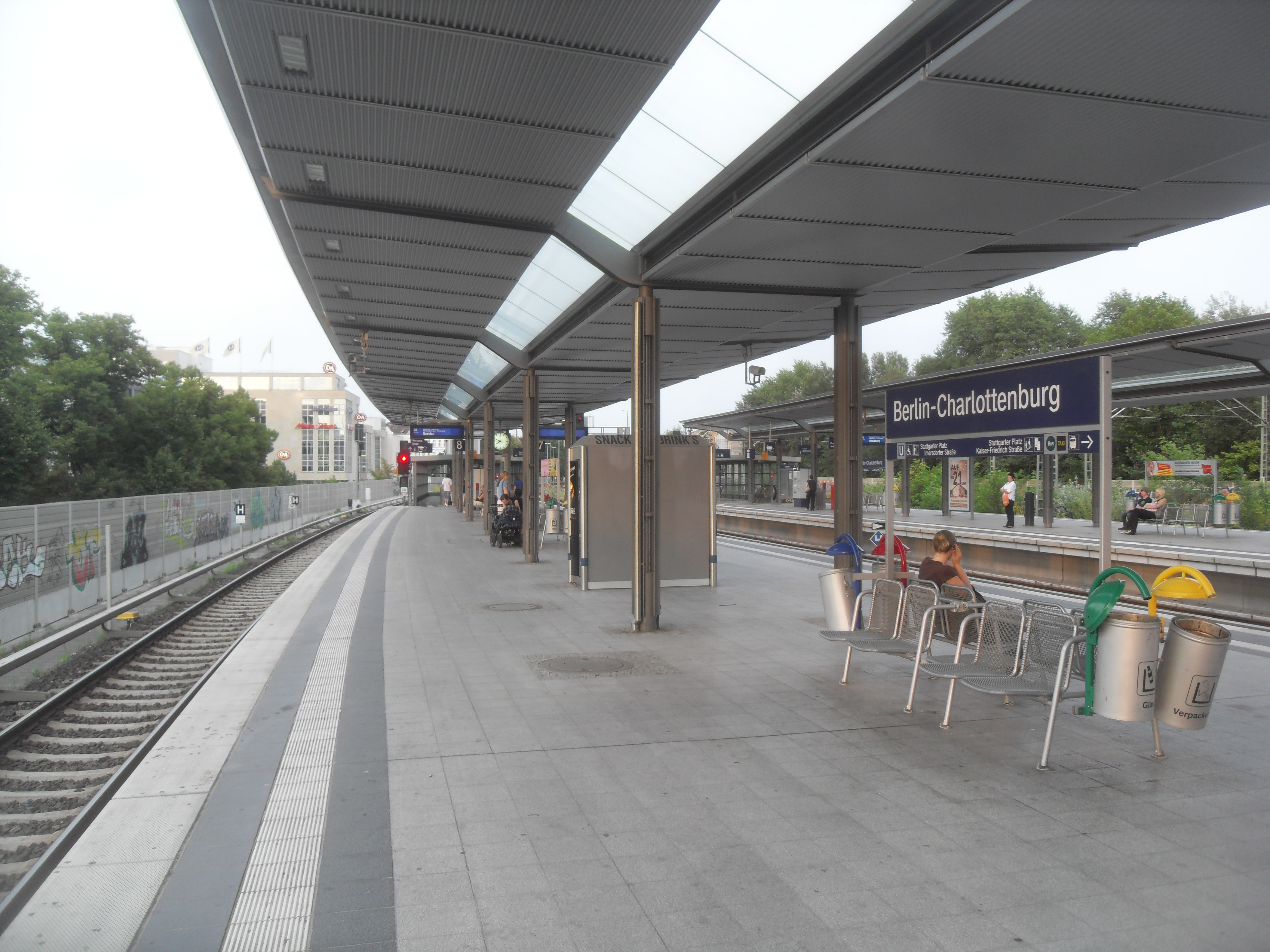
Pendeltågens perrong
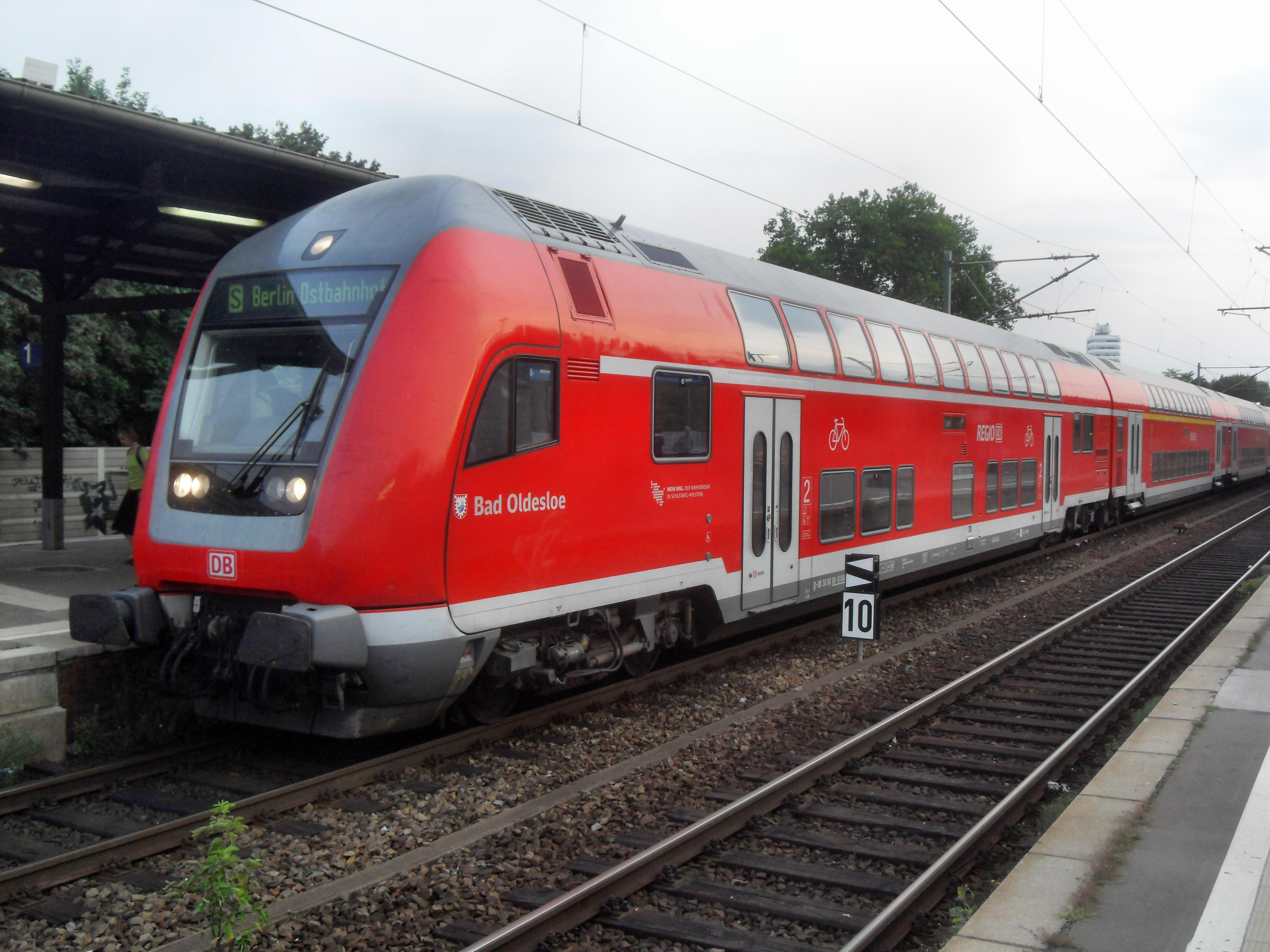
Tvåvånings regionaltåg på stationen.
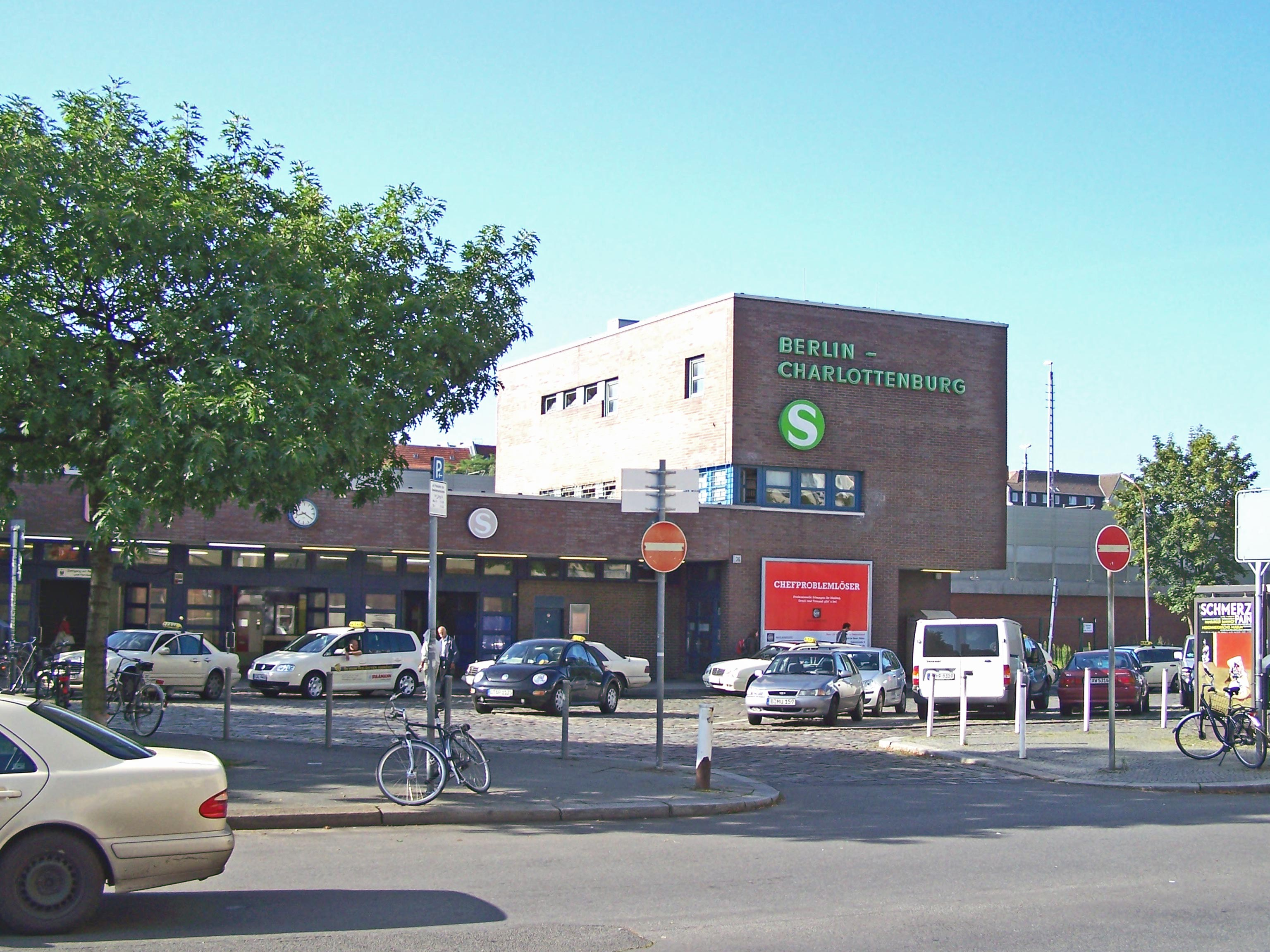
Stationsbyggnaden från 1971.